# Kent-Ouest
Pour les articles homonymes, voir Kent (homonymie).
Circonscription électorale fédérale du Canada
Kent-Ouest ((en) Kent West) est une circonscription électorale fédérale de l'Ontario, représentée de 1904 à 1917.
La circonscription de Kent est divisée en Kent-Est et Kent-Ouest en 1903. Abolie en 1914, elle est intégrée dans la nouvelle circonscription de Kent.

## Géographie
En 1903, la circonscription de Kent-Ouest comprenait:
- Les cantons de Dover East, Dover West, Harwich, Raleigh, Romney et Tillbury East
- La cité de Chatham
- La ville de Blenheim
- Le village de Tillbury

## Députés
| Législature              | Années                   | Député                   | Député                     | Parti                    |
| Kent-Ouest issue de Kent | Kent-Ouest issue de Kent | Kent-Ouest issue de Kent | Kent-Ouest issue de Kent   | Kent-Ouest issue de Kent |
| ------------------------ | ------------------------ | ------------------------ | -------------------------- | ------------------------ |
| 10e                      | 1904–1908                |                          | Herbert Sylvester Clements | Conservateur             |
| 11e                      | 1908–1911                |                          | Archibald Blake McCoig     | Libéral                  |
| 12e                      | 1911–1917                |                          | Archibald Blake McCoig     | Libéral                  |
| Redistribuée parmi Kent  |                          |                          |                            |                          |